# Wolfgang Lüth
Wolfgang Lüth (Riga, Letland, 15 oktober 1913 - Flensburg-Mürwik, Duitsland - 13 mei 1945) was een Duitse U-bootkapitein in de Kriegsmarine tijdens de Tweede Wereldoorlog. Hij bracht 46 geallieerde schepen tot zinken. Hiermee was hij na Otto Kretschmer de succesvolste U-bootkapitein uit de Tweede Wereldoorlog. Samen met Albrecht Brandi was hij ook de enige U-boot kapitein die werd onderscheiden met het Diamant bij zijn Ridderkruis, de hoogste Duitse onderscheiding.

## Wat voorafging
Wolfgang Lüth werd op 15 oktober 1913 in Riga, Letland, aan de Oostzee, geboren, dat toen nog behoorde tot het Russische Keizerrijk. Wolfgang Lüth studeerde eerst rechten en filosofie en ging pas op z'n 20e voor het eerst naar zee. Na een tijdje als matroos op de driemaster Gorch Fock te hebben gevaren, meldde hij zich in 1933 als vrijwilliger aan bij de Kriegsmarine. Hij volgde zijn opleiding eerst als cadet op 23 september 1933, tot officier op de lichte kruiser Karlsruhe in 1934 en diende vervolgens voor een jaar op de lichte kruiser Königsberg en kreeg, na zijn afstuderen, in februari 1937 het commando over de U 13. In juli werd hij benoemd tot 2e Wachtofficier van de U 27, waarmee hij in de Spaanse wateren patrouilleerde tijdens de Spaanse Burgeroorlog. In oktober werd hij benoemd tot 1e Wachtofficier van de U 38, en met deze boot werd hij mede op patrouille gestuurd toen de Tweede Wereldoorlog uitbrak op 1 september 1939.

## De Tweede Wereldoorlog
Toen de Tweede Wereldoorlog al bijna een maand bezig was, kreeg Lüth het commando over de U 9, een Type II U-boot. Hiermee ging hij op zes patrouilletochten met een gestaag succes, waaronder het tot zinken brengen van de Franse onderzeeboot Doris op 9 mei 1940. Op 27 juni 1940 nam hij het commando over van de U 138. Daarmee bracht hij vier schepen met 34.633 BRT aan scheepsruimte tot zinken op zijn eerste patrouille. In oktober werd hij na zijn tweede patrouille onderscheiden met het Ridderkruis van het IJzeren Kruis voor zijn behaalde successen.
Op 21 oktober 1940 nam Lüth het commando over van de U 43, een grote Type IX U-boot. Met deze boot bracht hij in vijf patrouilles 12 schepen tot zinken, met 68.077 BRT aan scheepsruimte. Op 1 januari 1941 werd hij bevorderd tot Kapitänleutnant. Op 9 mei 1942 nam hij het commando over van een Type IXD-2 U-boot, de U 181. Hij verliet Kiel voor zijn eerste patrouillereis in september 1942 met deze nieuwe U-boot. Zijn doel was op patrouille te gaan in de Indische Oceaan en de Zuid-Afrikaanse wateren. In oktober bereikte hij de kustlijn buiten Kaapstad en gedurende een maand bracht hij 12 schepen tot zinken voor een totaal van  58.381 BRT aan scheepsruimte, alvorens terug te keren naar Bordeaux, Frankrijk, in januari 1943. Op 16 november 1942 ontving hij al het Eikenloof (Eichenlaub) bij zijn Ridderkruis van het IJzeren Kruis.
In maart 1943 voer Lüth voor de tweede maal uit naar Zuid-Afrika. Deze patrouilletocht duurde 205 dagen, waarbij hij 10 schepen voor 40.331 BRT tot zinken bracht. Lüth werd hiervoor bekroond met de "Zwaarden" bij zijn Ridderkruis van het IJzeren Kruis tijdens deze patrouille. Hij was ook bevorderd tot korvetkapitein (Korvettenkapitän) op 1 april 1943. Op 8 september 1943, kreeg Lüth de "Diamanten" toegekend bij zijn Ridderkruis van het IJzeren Kruis.
Na vijf jaar van de operationele U-bootdienst nam Lüth het bevel van de 22. Unterseebootsflottille in januari 1944. Dit was een opleidingseenheid voor de U-bootcommandanten. In juli 1944 nam hij het commando over van de 1e Abteilung van de Marineschule Mürwik (Marine-Academie van Mürwik) in Flensburg-Mürwik. Hij werd bevorderd tot Fregattenkapitän op 1 augustus 1944 en werd commandant van de gehele Marinschule in september en bevorderd tot kapitein-ter-zee (Kapitän-zur-See).

## Zijn profiel
Wolfgang Lüth was wat persoonlijkheid betreft totaal anders dan de meeste andere U-bootkapiteins: hij was een fanatieke nazi, een overtuigd antisemiet en harde nationalist, dit terwijl bijna alle andere kapiteins zich niet uitspraken over politiek.
Ook behandelde Lüth zijn bemanning anders: hij lette erg op hygiëne en uiterlijke verzorging, was streng en zette ze psychologisch onder druk. Ook bracht Lüth ze spiritualiteit bij: hij deed aan meditatie en leerde ze filosofie. Lüth vond hygiënische verzorging extreem belangrijk en hij eiste dat ieder bemanningslid zich vlak voor het begin van reis kaal zou scheren. Lüth was een groot voorstander van de verbetering van hygiënische omstandigheden en hij bracht dit onderwerp veel ter sprake bij admiraal Karl Dönitz. Lüth beschouwde zichzelf als "vader" van zijn bemanning, de jonge matrozen waren zijn "kinderen" en volgens hem was een U-bootreis de ultieme trip naar volwassenwording.
Lüth's onorthodoxe methodes maakte van hem de meest kleurrijke, meest excentrieke en meest omstreden van alle Duitse U-bootkapiteins. Toch behaalde Lüth met dezelfde onorthodoxe methodes veel succes en toen hij in augustus 1943 zijn 40e schip tot zinken had gebracht, werd hij onderscheiden met diamanten bij het Ridderkruis, een van de hoogste Duitse onderscheidingen.
In 1944 schreef Lüth het boek "U-boot krijgers voor vandaag en morgen" een boek waarin stond hoe een U-boot kapitein het beste zijn bemanningsleden moest behandelen. Het boek werd door andere kapiteins als belachelijk en naïef omschreven. Lüths excentrieke gedrag maakte hem tot de meest eenzame van alle kapiteins, een buitenstaander met weinig vrienden.

## Zijn dood
Wolfgang Lüth leidde nog steeds de Marine-Academie van Mürwik toen Adolf Hitler zelfmoord pleegde en diens opvolger Karl Dönitz naar Flensburg uitweek en deze academie tot zijn hoofdkwartier uitriep. Het enorme terrein met de vele gebouwen en kantoren was hier uiterst geschikt voor en stroomde dan ook snel vol met militairen en ambtenaren. Op 5 mei arriveerden de Britten die Flensburg bezetten maar de Academie voorlopig met rust liet: hiermee werd deze tot een de facto enclave waarin Lüth de veiligheid waarnam terwijl Dönitz een regering leidde van een volkenrechtelijk niet meer bestaande staat, die vooral na de algehele capitulatie van 8 mei niet meer serieus genomen werd.
De dood van Wolfgang Lüth is omgeven met raadsels: op 13 mei 1945  liep Lüth 's nachts over het terrein van de Academie. Mathias Gottlob, een marinecadet die wachtdienst had, zag hem en vroeg hem om het wachtwoord te zeggen: Lüth gaf geen of het verkeerde wachtwoord en werd doodgeschoten. Op 15 mei kreeg Lüth een begrafenis met volledige militaire eer in de stad. Toen dit nieuws de geallieerden bereikte werd er schande van gesproken, aangezien Lüth bekend stond als fanatieke nazi.
Lüth had waarschijnlijk het wachtwoord geweten en was zelf als commandant verantwoordelijk voor dit wachtwoordensysteem, het is dus een raadsel waarom hij geen of het verkeerde wachtwoord gaf. Wellicht wilde hij zelfmoord plegen door opzettelijk het verkeerde wachtwoord te zeggen. Lüth was een fanatieke nazi en hij had dikwijls gezegd dat hij niet meer wilde leven als Nazi-Duitsland de oorlog zou verliezen. Een andere verklaring was dat Lüth dronken was (in die laatste dagen werd er vaak en veel gedronken om de onzekerheid te vergeten) en in zijn dronkenschap het wachtwoord vergat of niet verstaanbaar was. Het is ook mogelijk dat hij tegen de wind in had gesproken. Gottlob zelf verklaarde dat hij slechts een waarschuwingsschot had willen afvuren en dat hij Lüth per ongeluk dodelijk trof. Gottlob moest voor de krijgsraad verschijnen maar werd vrijgesproken.
Lüth werd twee dagen later, op 15 mei 1945, begraven en kreeg de laatste staatsbegrafenis van het Derde Rijk en ligt begraven op de begraafplaats Flensburg-Adelby. Lüth ontving nog zijn laatste eerbewijs van het Derde Rijk. Hitlers opvolger van de staat, Rijkspresident en Groot-admiraal Karl Dönitz, sprak de laatste woorden als grafrede. Lüth was de enige Duitse U-bootkapitein die een staatsbegrafenis kreeg.

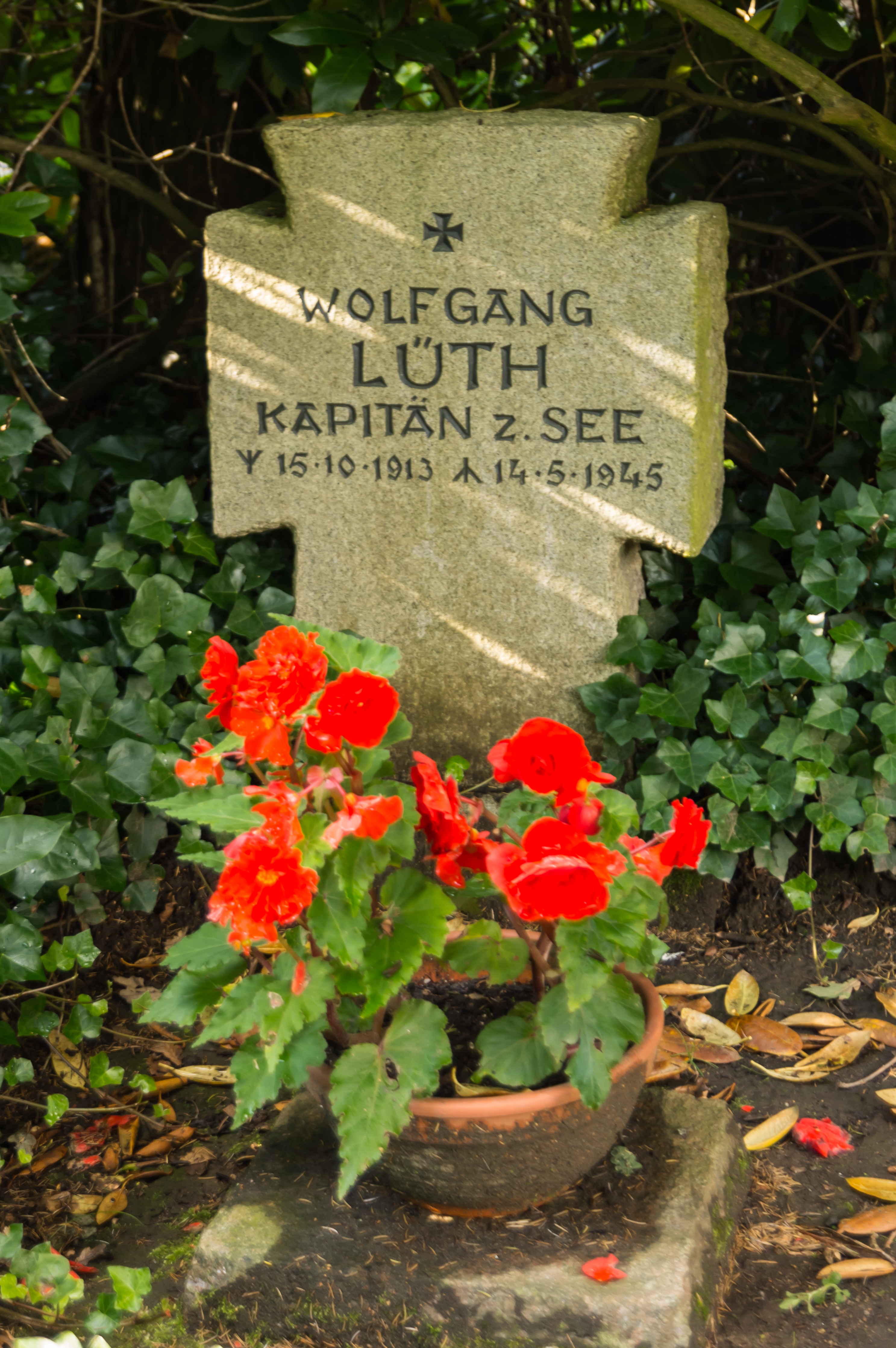
Grafsteen van Wolfgang Lüth.

## U-Bootcommando's
- U 13: 16 dec. 1939 - 28 dec. 1939 - Geen oorlogspatrouille
- U 9: 30 dec. 1939 - 10 juni 1940 - 6 patrouilles  (samen 74 dagen)
- U 138: 27 juni 1940 - 20 okt. 1940 - 2 patrouilles (samen 29 dagen)
- U 43 21: okt. 1940 - 11 apr. 1942 - 5 patrouiles (samen 204 dagen)
- U 181: 9 mei 1942 - 31 okt. 1943 - 2 patrouilles  (samen 335 dagen)
- 22. Unterseebootsflottille: jan. 1944 - mei 1944
- Marineschule Mürwick: juni 1944 - mei 1945

## Successen
- 46 schepen tot zinken gebracht met een totaal van 225.204 BRT
- 1 oorlogsschip tot zinken gebracht van 552 ton
- 2 schepen beschadigd met een totaal van 17.343 BRT

## Militaire loopbaan
- Offiziersanwärter: 1 april 1933[1][2][3]
- Seekadett: 23 september 1933[1][2][3]
- Fähnrich zur See: 1 juli 1934[4][2][3]
- Oberfähnrich zur See: 1 april 1936[4][2][3]
- Leutnant zur See: 1 oktober 1936[4][2][3]
- Oberleutnant Zur See: 1 juni 1938[4][2][3]
- Kapitänleutnant: 1 januari 1941[5]
- Korvettenkapitän: 1 april 1943[5][2][3]
- Fregattenkapitän: 1 augustus 1944[5][2][3]
- Kapitän zur See: 1 september 1944[5][2][3]

## Decoraties
- Ridderkruis van het IJzeren Kruis op 24 oktober 1940 als Oberleutnant Zur See en Commandant van de U-138[6][2][3]
- Ridderkruis van het IJzeren Kruis met Eikenloof (nr.142) op 13 november 1942 als Kapitänleutnant en Commandant van de U-181[6][2][3][7][7]
- Ridderkruis van het IJzeren Kruis met Eikenloof en Zwaarden (nr.29) op 15 april 1943 als Kapitänleutnant en Commandant van de U-181[6][2][3][7]
- Ridderkruis van het IJzeren Kruis met Eikenloof, Zwaarden en Briljanten (nr.7) op 9 augustus 1943 als Korvettenkapitän en Commandant van de U-181[6][2][3][7]
- IJzeren Kruis 1939, 1e Klasse (15 mei 1940)[8][2][3]en 2e Klasse (25 januari 1940)[8][2][3]
- Spanjekruis in brons met Zwaarden op 6 juni 1939[9][2][3][7]
- Anschlussmedaille op 16 september 1939[8][3]
- Onderzeebootfrontgesp in brons op 12 oktober 1944[9][2][3][7]
- Onderzeebootoorlogsinsigne 1939 op 18 februari 1940[9][2][3][7]
- Onderzeebootoorlogsinsigne 1939 met Briljanten op 26 januari 1943[9][2][3]
- Oorlogskruis met Zwaarden op 1 november 1941[9][2][3][7]
- Ehrenzeichen für Verdienste im Volkstumskampf op 24 oktober 1943[5][2]
- Ehrendolch der Kriegsmarine op 15 april 1943[7]
- Gau Wartheland-Traditionsabzeichen op 24 oktober 1943[7]
- Hij werd tweemaal genoemd in het Wehrmachtsbericht. Dat gebeurde op:
- 23 september 1940[7][10]
- 14 januari 1942[7][11]